# أليسون برادشو
أليسون برادشو (بالإنجليزية: Allison Bradshaw)‏ مواليد 14 نوفمبر 1980 في سان دييغو، الولايات المتحدة، هي لاعبة كرة مضرب أمريكية سابقة بدأت مسيرتها كمحترفة سنة 1999 وكانت تلعب باليد اليمنى. أعلى تصنيف لها في الفردي كان المركز الـ 102 في سنة 2001. أعلى تصنيف لها في الزوجي كان المركز الـ 165 في سنة 2001.

## روابط خارجية
- أليسون برادشو على موقع رابطة محترفات التنس (الإنجليزية)
- أليسون برادشو على موقع الاتحاد الدولي لكرة المضرب (الإنجليزية)